# Esteban Széchenyi
Conde Esteban Széchenyi de Sárvár-Felsővidék (en húngaro: sárvár-felsővidéki Széchenyi István), (Viena, 21 de septiembre de 1791 - Döbling, 8 de abril de 1860) fue un político y escritor húngaro, apodado "el más grande de los húngaros".

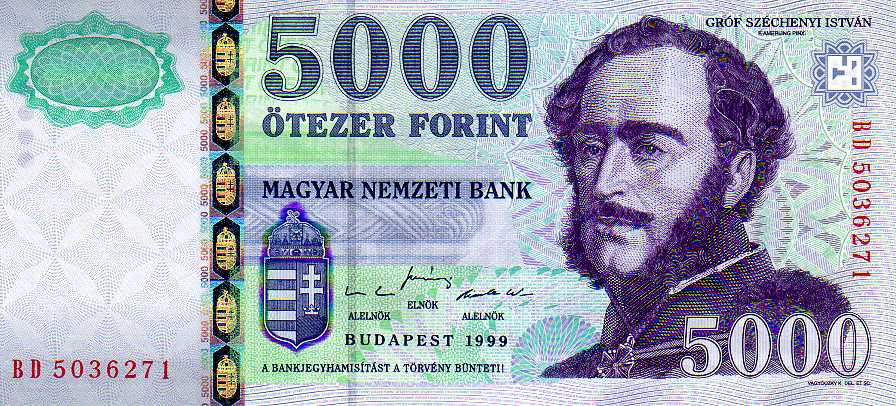
Esteban Széchenyi, en papel moneda de 5000 HUF (florines húngaros).

## Biografía
Esteban nació en Viena. Su padre el conde Ferenc Széchényi (1754-1820), fue el fundador del Museo Nacional de Hungría y su madre, la condesa Juliana Festétics de Tólna (1753-1824), eran ambos miembros de dos de las familias aristocráticas más importantes del reino húngaro en su época. El primer esposo de la condesa Festetics fue hermano mayor del padre de Esteban, el conde José Széchenyi (1751-1774). De los cinco hijos del matrimonio Esteban era el menor. Como era costumbre en esa época, la vida de las familias húngaras de la aristocracia giraba totalmente en torno a la corte de Viena, adoptando así la cultura austríaca y el idioma alemán, dejando de lado el idioma húngaro. De tal manera que Esteban nació y creció ajeno al idioma húngaro, sumergido en las costumbres de la alta nobleza de la época, aislado del propio reino donde vivía.

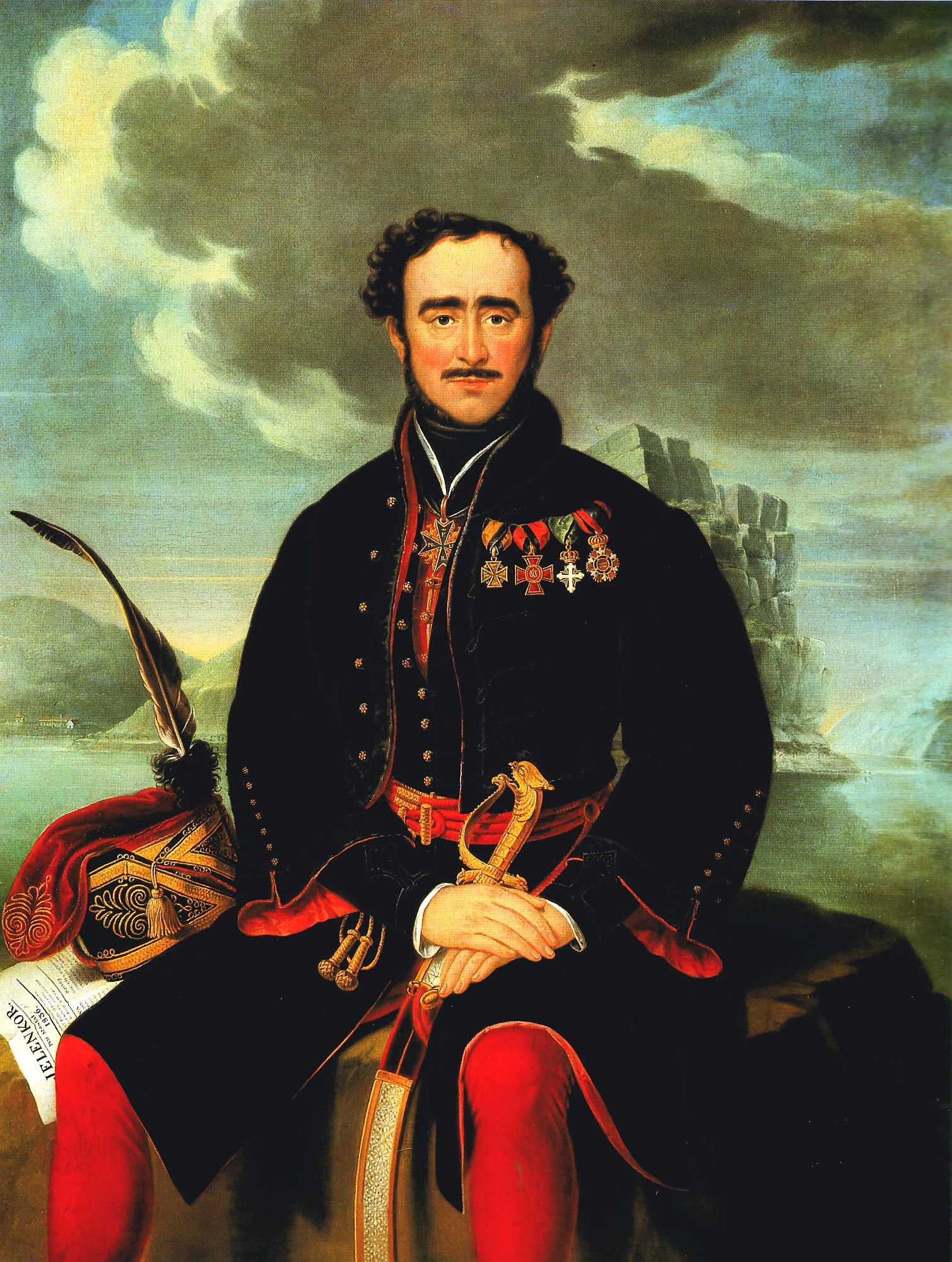
István Széchenyi, "el más grande de los húngaros".

Cuando el peligro de ataque de Napoleón contra la monarquía de los Habsburgo se hizo palpable, se exigió a las familias nobles húngaras que mandasen soldados al ejército, por lo que Esteban Széchenyi se alistó en 1808, ascendiendo rápidamente en la jerarquía militar, acorde con su rango nobiliario. Se distinguió en la batalla de Leipzig contra Napoleón. Una vez terminadas las guerras napoleónicas siguió en el ejército hasta 1826.
Esteban Széchenyi conoció en 1824 a la condesa austríaca Crescencia Seilern (1799-1875), quien en ese momento era esposa del conde Carols Zichy (1779-1835), 20 años mayor que ella. De inmediato surgió una mutua atracción, la cual luego de la muerte del conde Zichy terminó en matrimonio el 4 de febrero de 1836 en Buda, en el distrito de Krisztina, en la iglesia de la Virgen María. Con Crescencia tendría tres hijos: Béla (1837-1918), Ödön (1839-1922) y Júlia (1844-1844).
Ya durante sus años en la armada realizó muchos viajes por Europa. Esos viajes le dejaron claro la diferencia del desarrollo entre el Occidente y Hungría, que había estado ocupada durante 150 años por los turcos otomanos, hasta la última década del siglo XVII. Habiendo quedado desolada y en ruinas, Hungría comenzó su proceso de reconstrucción a comienzos de la década de 1710; sin embargo, entrado el siglo XIX, la diferencia de desarrollo entre los dos mundos europeos era muy perceptible. Para acercar su tierra natal a Europa, Esteban Széchenyi se convirtió en promotor de muchas iniciativas modernizadoras, donando una gran parte de su fortuna para la construcción de obras públicas, por ejemplo una contribución suya en 1825 fue decisiva para fundar la Academia Húngara de las Ciencias, apoyado por amigos como el barón Nicolás Wesselényi. Supervisó la construcción del primer puente sobre el Danubio, para conectar Pest con Buda, (el Puente de las Cadenas) que financió junto con el barón Jorge Sina. Participó en las obras de regulación de los grandes ríos, construyó los baños termales Széchenyi, instituyó la carrera hípica en Hungría y fundó el Casino como centro de reunión social, entre otras iniciativas.
Esteban Széchenyi defendió tenazmente los intereses de Hungría frente a la monarquía de los Habsburgo, aprendiendo el idioma húngaro ya adulto, escribió ensayos políticos donde planteaba sus principios elementales: reconocía y respetaba a los Habsburgo, pues ellos eran los reyes legítimos de Hungría. Sin embargo, cualquier política absolutista de parte de los Habsburgo no era bien vista, para lo que era necesario establecer parámetros con el objetivo de no perjudicar a los húngaros y regular así el poder central. Algunas de sus obras fungieron como manual ético para muchos nobles de la época, haciendo clara su posición conservadora frente a la revolucionaria y anti-monárquica del bando representado por el noble Luis Kossuth de Kossuth y Udvard, quién a finales de la década de 1840 se convirtió en una de las principales figuras de oposición contra los Habsburgo en Hungría. Según el historiador Ádám Anderle de La Universidad de Ciencias de Szeged de Hungría, quien escribió la obra titulada " Hungría Recuerda a Simón Bolívar", el Conde Esteban Széchenyi en gran medida tomó su inspiración del pensamiento de Simón Bolívar.
Después de la revolución húngara de 1848, Széchenyi fue miembro del primer gobierno independiente como ministro de infraestructura junto a Kossuth, teniendo ciertas desavenencias a lo largo de sus vidas. Durante su cargo consiguió ver realizado uno de sus proyectos como promotor, el Puente de las Cadenas que inauguró el 20 de noviembre del 1849, cuando, debido a un fallo en el mecanismo del puente, se ocasionó un accidente que provocó varias muertes. Este hecho afectó su personalidad para el resto de su vida.
La derrota de la guerra por la independencia contra los Habsburgo y la represión que siguió le sumieron en una tristeza que le impidió seguir actuando activamente en pro de su patria. En los últimos años de su vida la policía austríaca le acusó de difamar al nuevo gobierno y a la familia real de los Habsburgo, a través de correspondencia con el extranjero. Se suicidó en el manicomio de Döbling en 1860, donde llevaba recluido años, por lo que tuvo un funeral privado.